# Dario Dabac
Dario Dabac est un footballeur croate né le 23 mai 1978.